# Conurbación

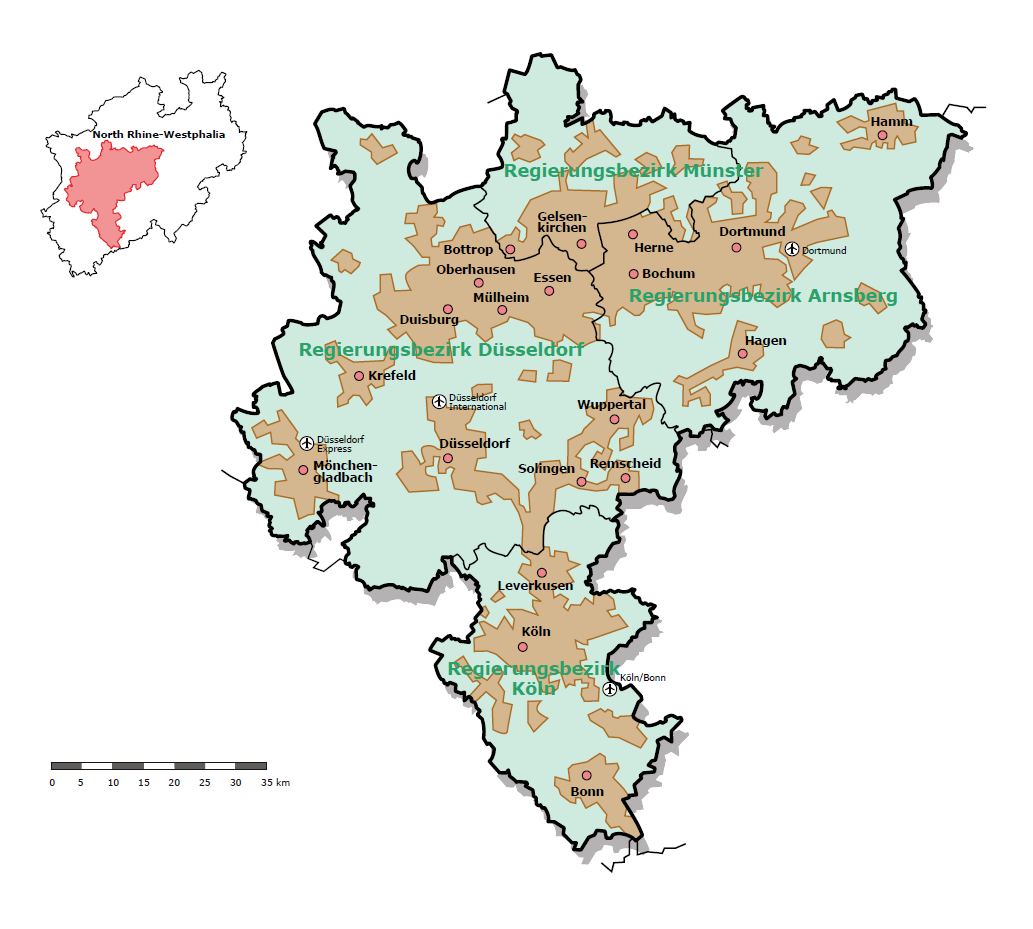
Conurbación del Rin-Ruhr (Alemania).

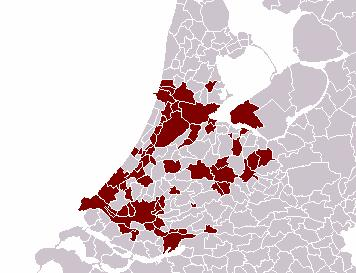
Conurbación de Randstad (Países Bajos).

Una conurbación es una región que comprende una serie de ciudades, pueblos grandes y otras áreas urbanas que, a través del crecimiento poblacional y su crecimiento físico se fusionan. Tanto para la geografía como para el urbanismo, los términos "conurbación" y "cono suburbano" tienen que ver con el proceso y el resultado del crecimiento de varias ciudades (una o varias de las cuales puede encabezar al grupo) que se pueden integrar para formar un solo sistema que suele estar jerarquizado, o bien las distintas unidades que lo componen pueden mantener su independencia funcional y dinámica.
Así pues, una conurbación suele componerse de varias ciudades que se diferencian funcional y orgánicamente, y cada una de ellas presenta una organización del espacio propio. Desde el punto de vista espacial, la conurbación no requiere la continuidad física de los espacios construidos, aunque es frecuente que los ámbitos suburbanos de unas y otras ciudades contacten, entrelazándose mediante las carreteras. El ámbito periurbano, en cambio, ocupa todo el espacio entre ciudades. De esta forma, la conurbación alcanza una escala regional, del orden de algunos centenares de kilómetros cuadrados. Las distintas ciudades que componen la conurbación tienen actividades diferenciadas, una dinámica propia, sus propios recursos económicos y la capacidad para atraer inversiones, un centro, una periferia y espacios suburbanos propios, sus propios grupos sociales y su personalidad, un modo de ser y una cultura que les identifica.

## Etimología
Este neologismo se debe a Patrick Geddes (Cities in evolution, 1915; en español Ciudades en evolución), quien trata de describir el crecimiento, como un conjunto, de un grupo de ciudades, aunque el uso que inicialmente él le dio -más próximo a la idea de la extensión generalizada de la ciudad- no se corresponde exactamente con el significado que posteriormente ha tenido este término entre geógrafos y urbanistas.

## Tipos de conurbaciones
La conurbación debe diferenciarse de la aglomeración urbana, fenómeno caracterizado por la expansión de una ciudad, a la que se debe toda la dinámica del área, que afecta a varios núcleos y municipios vecinos, los cuales son absorbidos o suburbanizados por la ciudad para formar un todo continuo en el que solamente hay una organización del espacio (un centro, una periferia, áreas suburbanas y espacios periurbanos), aunque puedan distinguirse en el área suburbana puntos de articulación como subcentros, correspondientes a las plazas mayores de los municipios suburbanizados. En la aglomeración hay continuidad espacial, pero no independencia funcional, ni tampoco dinámica.
Hay diferencias en el resultado y en la dinámica del proceso de conurbación entre los países de la primera industrialización, caso de las conurbaciones europeas, y las que aparecen en los países en vías de desarrollo o del tercer mundo, caso de las conurbaciones de Iberoamérica.[cita requerida] Las conurbaciones del primer tipo corresponden a un proceso de carácter regional asociado a un modelo de desarrollo industrial en el que las iniciativas se difunden por un ámbito donde varias ciudades son capaces de dirigir el proceso de transformación. Las del segundo caso corresponden fundamentalmente a la crisis de la sociedad rural tradicional y se generan en torno a una capital abiertamente macrocefálica.[cita requerida] No hay un desarrollo de carácter regional, sino el mero crecimiento urbano apoyado en la demanda generada por el incremento de población, con abundante terciario primitivo y empleos temporales en la construcción y obra pública, que se acompañan de los servicios de administración y profesionales y con industria urbana surgida al amparo del mercado que supone la concentración.[cita requerida] Un buen ejemplo de este caso es el sistema urbano desarrollado en torno a la Ciudad de México, donde a la impresionante macrocefalia de la capital se añade toda una corona de ciudades que en muchos casos superan el millón de habitantes, como Puebla o Toluca.
Un tercer tipo de conurbación es el que se forma por dos o tres ciudades vecinas cuyo desarrollo y crecimiento acaba convirtiéndolas en un sistema en el que suele ocurrir que una de ellas es de tamaño muy superior a la otra y la domina, haciéndola depender o convirtiéndola en ciudad satélite.
Por otra parte, el fenómeno de la conurbación está asociado a un tipo de poblamiento en el que abundan núcleos de dimensión urbana no demasiado alejados unos de otros. El caso de la Comunidad Valenciana en España, en el conjunto Alicante-Elche-Murcia, es un buen ejemplo, aunque también podría servir de base a un tipo nuevo, fundado en el ocio y el turismo, junto a la industria y una agricultura de mercado. Por el contrario, las ciudades situadas en áreas con un poblamiento donde los núcleos de carácter urbano están muy alejados unos de otros se ven forzadas a un crecimiento considerable para llegar a originar fenómenos de conurbación, lo que explica la macrocefalia que suele caracterizarles cuando se producen. Es el caso de Madrid, donde solo en fechas recientes podríamos llegar a considerar la integración en el sistema de ciudades como Toledo o Guadalajara.
Un buen ejemplo español de conurbación es el conjunto formado por Oviedo, Gijón, Avilés, Mieres y Langreo, en Asturias o el eje o área metropolitana de Santander-Torrelavega sin salir de la Cornisa Cantábrica, además del ejemplo citado en la Comunidad Valenciana, el sistema Cádiz-Jerez. En Extremadura podemos encontrar la conurbanización de Don Benito-Villanueva de la Serena. Aglomeraciones urbanas son, en cambio, Madrid o Bilbao.

## Ejemplos de conurbaciones

### Conurbaciones en Europa
... [el] proyecto europeo Urban Audit... tiene como cometido la recopilación, estimación y publicación de datos estadísticos de contenido socioeconómico para conocer y medir la calidad de vida (bienestar social) en un determinado número de áreas territoriales. La unidad geográfica básica para la recogida de datos es la ciudad, si bien se han definido otros niveles territoriales de ámbito supramunicipal y submunicipal. La lista de ciudades objeto del proyecto se selecciona a partir de datos de densidad de población y tamaño de su centro urbano. Para España, se compone de 109 ciudades.  ...
Por su parte, la conurbación (“Greater City” en inglés) es una delimitación urbana propia del proyecto, necesaria cuando el centro urbano se extiende mucho más allá de los límites administrativos de la ciudad. Una ciudad se encuentra en tal situación si más del 25% de la población de su centro urbano se ubica fuera del término municipal de la ciudad. Actualmente hay unas 26 conurbaciones definidas para la Unión Europea, como París, Londres, Atenas, Lisboa, Milán, Napoles o Dublín. En España en la actualidad sólo hay dos definidas: Barcelona y Bilbao. Población a 1 de enero de 2014: Conurbación de Barcelona 3.176.357 - Conurbación de Bilbao 777.787.

### Otras conurbaciones
- Delta del río de las Perlas (considerada la mayor conurbación del mundo)
- BosWash (continuo urbanizado desde Boston hasta Washington)
- SanSan (continuo urbanizado desde San Francisco a San Diego)
- Tōkaidō (de Tokio a Kōbe)
- Chicago - Milwaukee